# Butes (Sohn des Boreas)
Butes (altgriechisch Βούτης Boútēs), der Sohn des Boreas, war ein Thraker.
Als es zu einem Streit mit seinem Stiefbruder Lykurg kam, wurde er von seinem Vater aufgefordert, das Land zu verlassen. Deshalb besiedelte er mit seinen Gefolgsleuten die Insel Strongyle, das heutige Naxos. Da seine Gefolgschaft nur aus Männern bestand, versuchten sie, auf Raubzügen Frauen zu entführen. Schließlich kamen sie nach Thessalien. Dort raubten sie Frauen, die gerade ein Fest für den Gott Dionysos feierten. Butes wählte Koronis, doch diese flehte Dionysos um Beistand an. Der Gott schlug Butes mit Wahnsinn und dieser stürzte sich in einen Brunnen.